# Herb gminy Osiek (powiat starogardzki)
Herb gminy Osiek – jeden z symboli gminy Osiek, ustanowiony 25 sierpnia 2009.

## Wygląd
Herb przedstawia na tarczy koloru zielonego postać św. Rocha ze złotą aureolą i ubranego w czarną szatę. Pod nim umieszczono trzy linie faliste, kolorów: białego, niebieskiego i białego.